# Coppa Italia (basketbal)
De Coppa Italia di Pallacanestro is een Italiaanse bokaal in het basketbal die in 1968 voor het eerst werd georganiseerd door de Italiaanse basketbalbond, de Lega Basket. De naam Coppa Italia wordt in Italië in meerdere takken van sport uitgereikt aan de winnaars van de nationale bekertoernooien en is ook de benaming voor deze toernooien zelf. 

## Winnaars Coppa Italia
| Jaar      | Plaats              | Winnaar                    | Uitslag                    | Tegenstander               |
| --------- | ------------------- | -------------------------- | -------------------------- | -------------------------- |
| 1968      | Bologna             | Ignis Sud Napoli           | 93 - 68                    | Cassera Bologna            |
| 1969      | Rome                | Ignis Varese               | 73 - 72                    | Fides Napoli               |
| 1970      | Rome                | Ignis Varese               | 74 - 66                    | Simmenthal Milano          |
| 1971      | Viareggio           | Ignis Varese               | 83 - 60                    | Fides Napoli               |
| 1972      | Turijn              | Simmenthal Milano          | 81 - 77                    | Ignis Varese               |
| 1973      | Brescia             | Ignis Varese               | 94 - 65                    | Saclà Asti                 |
| 1974      | Vicenza             | Norda Bologna              | 90 - 74                    | Rino Snaidero Udine        |
| 1975-1983 | niet gehouden       | niet gehouden              | niet gehouden              | niet gehouden              |
| 1984      | Bologna             | Granarolo Bologna          | 80 - 78                    | Indesit Caserta            |
| 1985      | -                   | Scavolini Pesaro           | 186 - 184 (77-91 / 109-93) | Ciaocrem Varese            |
| 1986      | Bologna             | Simac Milano               | 102 - 92                   | Scavolini Pesaro           |
| 1987      | Bologna             | Tracer Milano              | 95 - 93                    | Scavolini Pesaro           |
| 1988      | Bologna             | Snaidero Caserta           | 113 - 100                  | Divarese Varese            |
| 1989      | Bologna             | Knorr Bologna              | 96 - 93                    | Snaidero Caserta           |
| 1990      | Forlì               | Knorr Bologna              | 94 - 83                    | Il Messaggero Roma         |
| 1991      | Bologna             | Glaxo Verona               | 97 - 85                    | Philips Milano             |
| 1992      | Forlì               | Scavolini Pesaro           | 95 - 92                    | Benetton Treviso           |
| 1993      | Forlì               | Benetton Treviso           | 75 - 73                    | Knorr Bologna              |
| 1994      | Casalecchio di Reno | Benetton Treviso           | 78 - 61                    | Glaxo Verona               |
| 1995      | Casalecchio di Reno | Benetton Treviso           | 81 - 77                    | illycaffè Trieste          |
| 1996      | Assago              | Stefanel Milano            | 90 - 72                    | Riello Mash Verona         |
| 1997      | Casalecchio di Reno | Kinder Bologna             | 75 - 67                    | Polti Cantù                |
| 1998      | Casalecchio di Reno | Teamsystem Bologna         | 73 - 55                    | Benetton Treviso           |
| 1999      | Casalecchio di Reno | Kinder Bologna             | 65 - 63                    | Varese Roosters            |
| 2000      | Reggio Calabria     | Benetton Treviso           | 78 - 59                    | Kinder Bologna             |
| 2001      | Forlì               | Kinder Bologna             | 83 - 58                    | Scavolini Pesaro           |
| 2002      | Forlì               | Kinder Bologna             | 79 - 77                    | Montepaschi Siena          |
| 2003      | Forlì               | Benetton Treviso           | 86 - 77                    | Oregon Scientific Cantù    |
| 2004      | Forlì               | Benetton Treviso           | 85 - 76                    | Scavolini Pesaro           |
| 2005      | Forlì               | Benetton Treviso           | 74 - 64                    | Bipop Carire Reggio Emilia |
| 2006      | Forlì               | Carpisa Napoli             | 85 - 83                    | Lottomatica Roma           |
| 2007      | Casalecchio di Reno | Benetton Treviso           | 67 - 65                    | VidiVici Bologna           |
| 2008      | Casalecchio di Reno | A.IR. Avellino             | 73 - 67                    | La Fortezza Bologna        |
| 2009      | Casalecchio di Reno | Montepaschi Siena          | 70 - 69                    | La Fortezza Bologna        |
| 2010      | Avellino            | Montepaschi Siena          | 83 - 75                    | Canadian Solar Bologna     |
| 2011      | Turijn              | Montepaschi Siena          | 79 - 72                    | Bennet Cantù               |
| 2012      | Turijn              | Montepaschi Siena *        | 88 - 71                    | Bennet Cantù               |
| 2013      | Assago              | Montepaschi Siena *        | 77 - 74                    | Cimberio Varese            |
| 2014      | Assago              | Banco di Sardegna Sassari  | 80 - 73                    | Montepaschi Siena          |
| 2015      | Desio               | Banco di Sardegna Sassari  | 101 - 94                   | EA7 Emporio Armani Milano  |
| 2016      | Assago              | EA7 Emporio Armani Milano  | 82 - 76                    | Sidigas Avellino           |
| 2017      | Rimini              | EA7 Emporio Armani Milano  | 84 - 74                    | Banco di Sardegna Sassari  |
| 2018      | Florence            | FIAT Torino                | 69 - 67                    | Germani Basket Brescia     |
| 2019      | Florence            | Vanoli Cremona             | 84 - 74                    | New Basket Brindisi        |
| 2020      | Pesaro              | Umana Reyer Venezia        | 73 - 67                    | New Basket Brindisi        |
| 2021      | Assago              | A❘X Armani Exchange Milano | 87 - 59                    | Victoria Libertas Pesaro   |
| 2022      | Pesaro              | EA7-Emporio Armani Milano  | 78 - 61                    | Bertram Tortona            |
| 2023      | Turijn              | Germani Brescia            | 84 - 76                    | Segafredo Bologna          |
| 2024      | Turijn              | Napoli Basket              | 77 - 72                    | EA7-Emporio Armani Milano  |
| 2025      | Turijn              | Dolomiti Energia Trento    | 79 - 63                    | EA7-Emporio Armani Milano  |

- *opmerking: Naar aanleiding van het oordeel van het FIP Federale Hof met betrekking tot de sportieve rechtszaak tegen de clubleiding, over de beschuldiging van het ontvangen van gestolen goederen, criminele associatie voor belastingfraude en frauduleus bankroet, zijn de titels van het seizoen 2012/13 en 2013/14 ingetrokken.